# Onitis belial
Onitis belial är en skalbaggsart som beskrevs av Fabricius 1798. Onitis belial ingår i släktet Onitis och familjen bladhorningar. Inga underarter finns listade i Catalogue of Life.